# 超人前传
《超人前传》，又译作《小镇超人》、《超人首部曲》或《小超人》，是美国一部以DC漫画超级英雄为背景的科幻/科学奇幻电视连续剧，于2001～2011年播出共十季217集，由阿尔福莱德·高夫（Alfred Gough）和迈尔斯·米拉（Miles Millar）创作。故事灵感大致来源于DC于1949～2014年间出版的《小超人》（Superboy）系列漫画，讲述的是白银时代的克拉克·肯特在正式成为超人之前，在堪萨斯州乡下的斯莫维尔（Smallville）小镇经历青年时期生活的故事。
《超人前传》在加拿大温哥华地区拍摄，于2001年10月16日在WB电视网首次播出，在2006年WB和UPN合并后改成在新的CW电视网播出，2011年5月13日播出第十季的最后大结局。在2011年5月6日的第十季第20集（倒数第三集，总数第215集）播出后超过《星际之门：SG-1》总数214集的吉尼斯世界记录，成为北美播放时间最长的科幻剧集。这个剧集总记录一直保持到2018年才被重启的《X档案》第十一季最后一集（剧集总数218集）打破。

## 简介
虽然此剧名为“超人前传”，但在剧本架构设定中，只有前五季能真正算是前传，主要采用“每周一怪”模式的青春校园剧风格；从第六季开始则偏离了前传性质，不断融入以正义联盟为背景的剧情，各种其它DC漫画的超级英雄不断登场，成为了真正意义上的DC宇宙外传。
最初构造剧本时，最终季是设定在第七季，剧情发展计划为“五季前传＋两季外传（也就是后来第六、七季的故事）”，但因为被编剧协会罢工影响，因此第七季将23集缩减为20集，并重新改写了最终集的剧本，之后并一直续订新季一直到第十季。全部十季的走向规划细分为三个章节阶段，前四季以克拉克的高中时期为故事背景，第五～七季为克拉克步入社会后的修行与历练，第八～十季为正式成为超级英雄前的最后考验。

### 氪星石
和DC漫画中延伸的一样，《超人前传》对氪星石的设定加以延伸，分为多种：
天然氪星石
- 绿氪石（green kryptonite）：最常见的氪星石，对有超能力的氪星人会产生强烈的毒性，引发愈发严重的恶心、头晕、浑身疼痛和乏力等症状，直至昏迷。绿氪星石的辐射也会影响人类，造成生理变异和精神错乱
- 红氪石（red kryptonite）：会使得氪星人的性格变得叛逆和不道德，使其丧失抑制控制，如同醉酒一般，但不会影响体能
- 蓝氪石（blue kryptonite）：在直接接触氪星人时可以压制超能力使其变得和凡人无异，同时或许对人类有治愈功能
- 金氪石（gold kryptonite）：直接接触氪星人后可以造成永久性的伤痕和超能力丧失，长期接触则致命

合成氪星石
- 黑氪石（black kryptonite）：将绿氪星石超高温处理后制成，可以在接触氪星人时将其善的自我和恶的本我分离开
- 宝石氪石（gemstone kryptonite）：总体呈白色，能够让氪星人暂时获得产生能够让他人服从的催眠能力，但效能可以被绿氪星石的辐射中和
- 银氪石（silver kryptonite）：可以让氪星人产生偏执狂心态
- 透明氪石（clear kryptonite）：绿氪星石被彻底中和后的产物，如同水晶一般除了装饰性没有任何效能

## 剧中人物
以下是剧集十季中至少以主演身份出场一季的角色列表（以在片头演员表中的出现先后为序）：
  = 主演角色（本季片头演员表上有名） 
  = 常设角色（本季出场4集以上）
  = 客串角色（本季出场1～3集）
| 角色                          | 演员                              | 播放季数        | 播放季数        | 播放季数        | 播放季数        | 播放季数        | 播放季数        | 播放季数        | 播放季数        | 播放季数        | 播放季数        |
| 角色                          | 演员                              | 1               | 2               | 3               | 4               | 5               | 6               | 7               | 8               | 9               | 10              |
| ----------------------------- | --------------------------------- | --------------- | --------------- | --------------- | --------------- | --------------- | --------------- | --------------- | --------------- | --------------- | --------------- |
| 克拉克·肯特 Clark Kent        | 汤姆·威灵 Tom Welling             | 主演            | 主演            | 主演            | 主演            | 主演            | 主演            | 主演            | 主演            | 主演            | 主演            |
| 拉娜·朗 Lana Lang             | 克莉斯汀·克鲁克 Kristin Kreuk     | 主演            | 主演            | 主演            | 主演            | 主演            | 主演            | 主演            | 常設            | Does not appear | Does not appear |
| 莱克斯·卢瑟 Lex Luthor        | 迈克尔·罗森巴姆 Michael Rosenbaum | 主演            | 主演            | 主演            | 主演            | 主演            | 主演            | 主演            | Does not appear | Does not appear | 客串            |
| 惠特尼·福特曼 Whitney Fordman | 埃里克·约翰逊 Eric Johnson        | 主演            | 客串            | Does not appear | 客串            | Does not appear | Does not appear | Does not appear | Does not appear | Does not appear | Does not appear |
| 皮特·罗斯 Pete Ross           | 萨姆·琼斯三世 Sam Jones III       | 主演            | 主演            | 主演            | Does not appear | Does not appear | Does not appear | 客串            | Does not appear | Does not appear | Does not appear |
| 克洛伊·苏利文 Chloe Sullivan  | 艾莉森·麦克 Allison Mack          | 主演            | 主演            | 主演            | 主演            | 主演            | 主演            | 主演            | 主演            | 主演            | 主演            |
| 玛莎·肯特 Martha Kent         | 安妮特·奥图勒 Annette O'Toole     | 主演            | 主演            | 主演            | 主演            | 主演            | 主演            | Does not appear | Does not appear | 客串            | 客串            |
| 乔纳森·肯特 Jonathan Kent     | 约翰·施奈德 John Schneider        | 主演            | 主演            | 主演            | 主演            | 主演            | Does not appear | Does not appear | Does not appear | Does not appear | 常設            |
| 莱诺·卢瑟 Lionel Luthor       | 约翰·格洛弗 John Glover           | 常設            | 主演            | 主演            | 主演            | 主演            | 主演            | 主演            | Does not appear | Does not appear | 常設            |
| 杰森·提格 Jason Teague        | 詹森·艾克尔斯 Jensen Ackles       | Does not appear | Does not appear | Does not appear | 主演            | Does not appear | Does not appear | Does not appear | Does not appear | Does not appear | Does not appear |
| 露易丝·莱恩 Lois Lane         | 埃莉卡·杜兰斯 Erica Durance       | Does not appear | Does not appear | Does not appear | 常設            | 主演            | 主演            | 主演            | 主演            | 主演            | 主演            |
| 吉米·奥尔森 Jimmy Olsen       | 艾伦·阿什莫 Aaron Ashmore         | Does not appear | Does not appear | Does not appear | Does not appear | Does not appear | 常設            | 主演            | 主演            | Does not appear | 客串            |
| 卡拉·佐-艾尔 Kara Zor-El      | 劳拉·范德沃特 Laura Vandervoort   | Does not appear | Does not appear | Does not appear | Does not appear | Does not appear | Does not appear | 主演            | 客串            | Does not appear | 客串            |
| 泰丝·默瑟 Tess Mercer         | 卡西迪·弗里曼 Cassidy Freeman     | Does not appear | Does not appear | Does not appear | Does not appear | Does not appear | Does not appear | Does not appear | 主演            | 主演            | 主演            |
| 戴维斯·布鲁姆 Davis Bloome    | 萨姆·威特沃 Sam Witwer            | Does not appear | Does not appear | Does not appear | Does not appear | Does not appear | Does not appear | Does not appear | 主演            | Does not appear | Does not appear |
| 奥利弗·奎因 Oliver Queen      | 贾斯汀·哈特雷 Justin Hartley      | Does not appear | Does not appear | Does not appear | Does not appear | Does not appear | 常設            | 客串            | 主演            | 主演            | 主演            |
| 萨德 Zod                      | 卡鲁姆·布鲁 Callum Blue           | Does not appear | Does not appear | Does not appear | Does not appear | Does not appear | Does not appear | Does not appear | Does not appear | 主演            | 客串            |

## 制片

### 构思
托林/罗宾斯制片公司（Tollin/Robbins Productions）原意是要制作一部关于年轻时期布鲁斯·韦恩的电视剧，但是华纳兄弟的电影部因为当时在筹划《蝙蝠侠：侠影之谜》，因此不想有电视剧与其产生冲突。2000年，托林/罗宾斯公司找到华纳兄弟电视公司的主席彼得·罗夫（Peter Roth）提议制作一款青年超人的电视剧。同年，阿尔福莱德·高夫和迈尔斯·米拉制作了一款由《毁灭者》改编的试播集恰好被罗夫看到，他便找到两人计划青年超人的试播集，并且制定了一个“不穿战衣、没有飞行”（no tights, no flights）的准则去避免和之前的电影版权发生纠纷。高夫和米拉想要挖掘超人故事的本质，探索为什么克拉克·肯特会最终成为正派英雄而不是超级反派。因为二人并不是铁杆漫画迷，所以认为自己可以在借鉴原著漫画时能够站在一个更客观理性的角度选材。他们在同一天向WB电视网和福斯广播公司递交了预案 ，在激烈的竞购战之后，WB胜出并保证至少资助13集。
虽然罗夫、高夫和米拉想要制作一款动作戏居多的电视剧，但是他们想要达到类似《第七天堂》中“美国中部图像”的氛围效果，因此讽刺性的将伴随婴儿卡-艾尔降临地球的陨石雨设定为这部剧的基调。罗夫认为超人成长过程中的内心冲突——即对自己到来造成小镇居民伤亡变异并让暗恋许久的邻家女孩父母双亡而产生的愧疚感，以及无法阻止好友莱克斯·卢瑟黑化的遗憾，将是他最终成为英雄的催化因素。制片人同时也希望阐明富二代的莱克斯为何会和乡镇的年轻人交往，因此设定了莱克斯渴望挚友的孤独心理以及克拉克和拉娜之间因无法推心置腹导致的感情纠纷。高夫和米拉同时为了给肯特一家的温馨关系提供反面对比，创造了莱诺·卢瑟这个铁血父亲的形象并设定了卢瑟父子因“极端家教”导致的伦理冲突，并将漫画原著中已是老年的肯特夫妇的年龄改定为中年。为了满足剧情解释需要和整合原著的人物关系，两人还创造了克洛伊·苏利文这个原创人物。
《超人前传》被华纳兄弟形容为一部从“草根层面”重新阅读超人传说的作品。当2004年11月杰瑞·西格尔的家人重获《小超人》系列的版权后，剧组曾经遭受了西格尔家人和DC漫画之间有关盗版指控的官司干扰。

### 剧组更变
2008年4月3日，高夫和米拉在执笔七季后宣布离开《超人前传》剧组，并且感谢了演员和剧务团队，但并未说明选择离开的原因。两人离开后，第八季的剧本和制作工作由第二季就开始参与写作的执行制片人托德·斯拉维京（Todd Slavkin）、达伦·斯威默（Darren Swimmer）、凯利-索德斯（Kelly Souders）和布赖恩·彼得森（Brian Peterson）接管。第八季结束后的2009年2月6日，《洛杉矶时报》披露斯拉维京和斯威默两人将离开《超人前传》剧组改去接管CW电视网的新剧《新飞越情海》。2009年7月24日，有报道称主演汤姆·威灵已经成为了一名合作执行制片人。2010年3月26日，《好莱坞报道》透露米拉、高夫和托林/罗宾斯制片公司起诉华南兄弟和CW，声称好莱坞的“垂直整合”造成两人数百万美元的损失，认为华纳兄弟在推销《超人前传》时没能“将利润最大化”、错误估计制片开销并将剧集廉价出售到海外市场。这场官司在2013年5月以未透露的金额和解。2010年5月20日，CW发布新闻将汤姆·威灵提拔成第十季的执行制片人。

### 拍摄

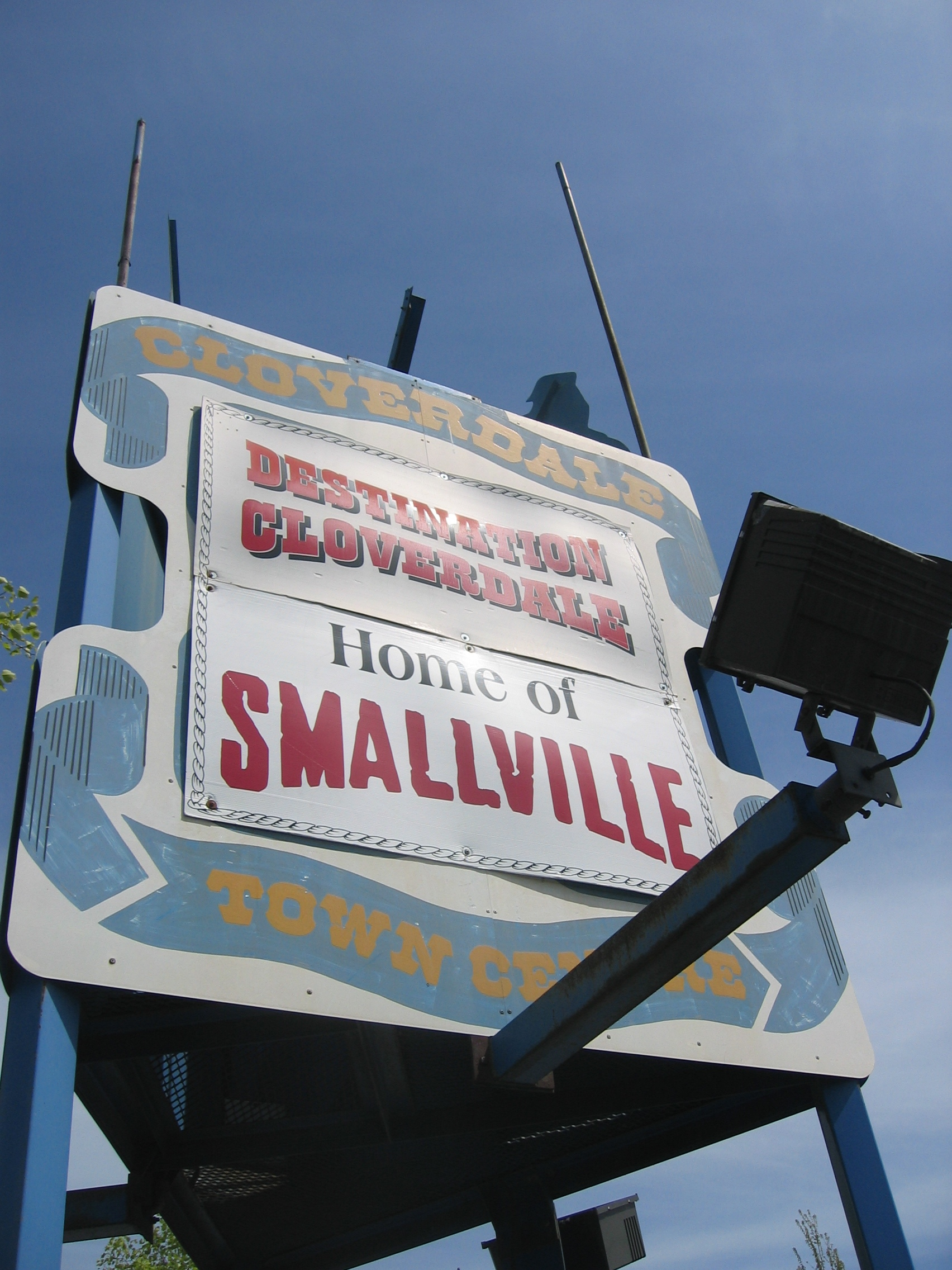
克罗弗代尔镇的迎客牌：“《超人前传》的故居”

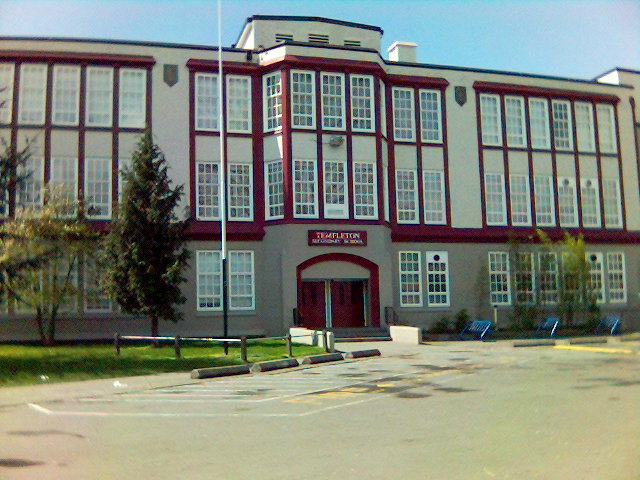
为斯摩维尔高中取景的谭普敦中学

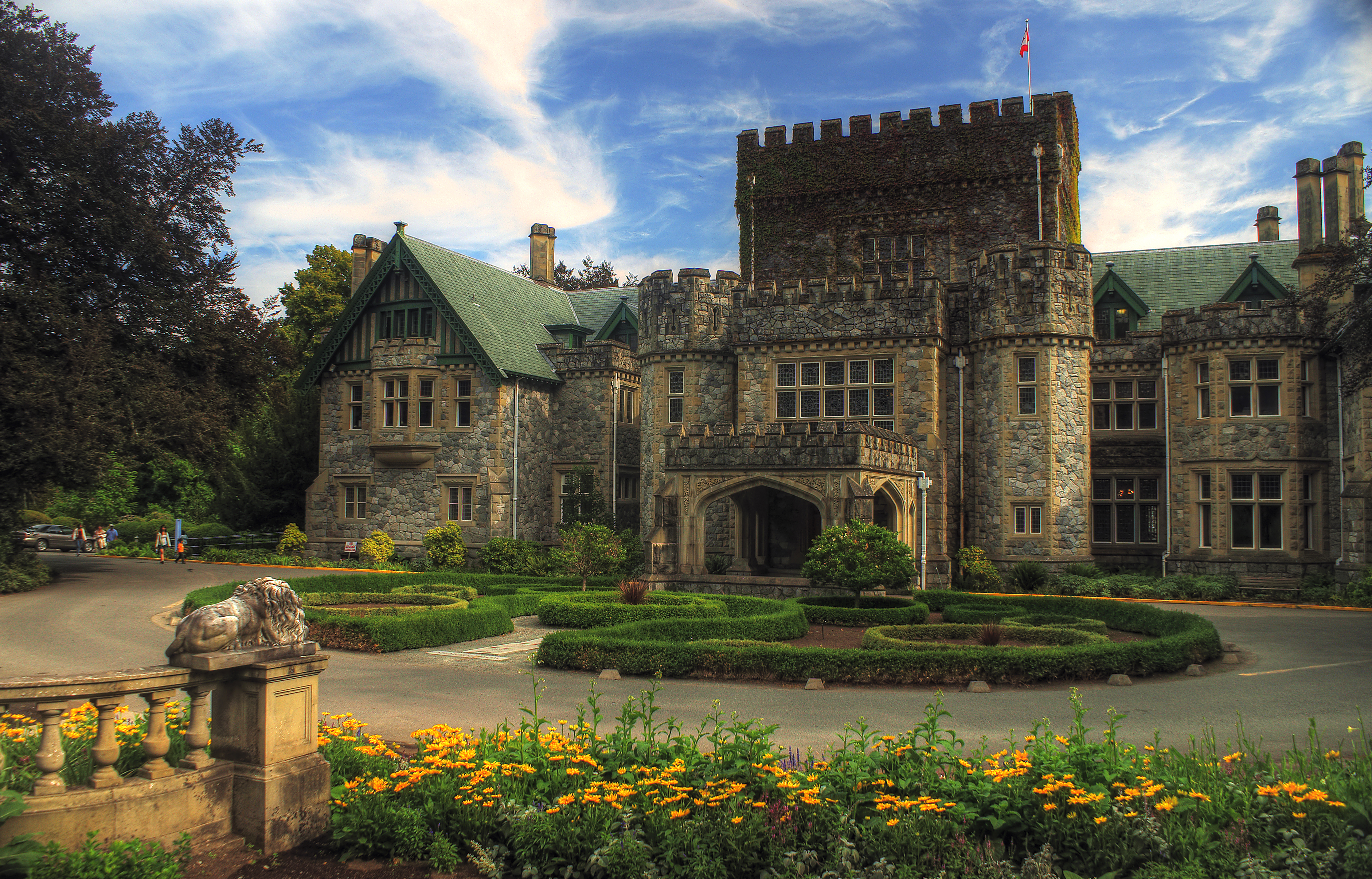
为卢瑟豪宅取景的哈特利城堡

《超人前传》最初计划在澳大利亚拍摄，但是因为剧组需要能提供“美国中部地形”和与洛杉矶同时区并且更为廉价的拍摄地，加拿大不列颠哥伦比亚省有“北方好莱坞”（Hollywood North）之称的温哥华最终被选中。剧集的内景和大部分街景主要在本拿比的BB Studios拍摄（就在天车博览线皇家橡树站—爱德蒙斯站之间中段的高架桥北侧），而大都会的城景则主要参考温哥华市中心（虽然最后两季芝加哥的轮廓也被用来做电脑成像渲染），比如《星球日报》大楼的外形原型是海洋大厦（Marine Building）；卢瑟集团大厦是中央城购物中心（Central City）和郑天华楼（Douglas Jung Building）；正义联盟总部“瞭望塔”是太阳塔（Sun Tower）；奎因大厦是温哥华钟楼（Vancouver Block）。虚构的大都会大学和中堪萨斯大学都取景于不列颠哥伦比亚大学的灰角區主校园，而大都会大学的橄榄球场则是温哥华著名的卑诗体育馆（BC Place）。
克拉克·肯特在剧中的母校高中的外景来自于位于东温哥华的两所公立学校——百老汇东街2600号的温哥华技术中学（Vancouver Technical Secondary School，简称“Van Tech”）和谭普敦道727号的谭普敦中学（Templeton Secondary School）。温哥华技术中学只有正门和侧门在第一季试播集、第二集、第三集、第四集以及第十季第四集中用过五次，因为其外表符合编剧心目中的“美国中部小镇”形象。从第一季第五集开始，剧集前四季的高中正门主要取景于谭普敦中学，其教学楼走廊也是学校内景的主要取景地，剧组利用学生上课时走廊无人的空档进行拍摄。因为在第一季的拍摄中，谭普敦的学生早已习惯看到剧组将学校许多部分的墙壁涂抹成了绯红色和金色并且悬挂了大量“斯莫威尔乌鸦队”的标志，以至于在现实中谭普敦中学后来也在自己传统栗红色的校色基础上又增加上了金色。剧中第一季的中学体育场景主要取景于本那比的史旺格體育場，但是第四季使用的则是阿伯茨福德的旋转体育场（Rotary Stadium）。而中学的游泳馆则是取景于列治文的旧明纳努水上运动中心（Minoru Aquatic Centre）。
超人的故乡斯莫威尔小镇的街景来自于两个城镇——不列颠哥伦比亚内陆的梅里特（Merritt，只在试播集中出现）和隶属素里东南的克罗弗代尔（Cloverdale，东面紧邻兰里市）。在克罗弗代尔南部176街上的克洛瓦剧场（Clova Theatre）是剧中“塔龙”咖啡馆的外形原型。剧中肯特农场的外景是一个在兰里区东南距离美加边境仅1.5（0.93英里）的一处乳牛农场，而斯莫威尔当地医疗中心的原型则是兰里区西部的兰里纪念医院（Langley Memorial Hospital）的正门入口。卢瑟豪宅的外景则取自于温哥华岛上科尔伍德的哈特利城堡（Hatley Castle），而内景则部分取于温哥华南段（Kerrisdale）社区香农豪庭（Shannon Mews）的公寓。
剧中小镇周边的景点也来自于温哥华附近：当地的“陨坑湖”是安莫尔以北的本森湖（Buntzen Lake）；剧中出现的“洛布桥”和“考夫林桥”都是同一座梁桥——匹特草原中部横跨阿卢埃特河（Alouette River）的老银桥（Old Silver Bridge）；卢瑟集团的化肥厂其实是弗雷泽河上的安纳西斯岛废水处理厂（Annacis Island Wastewater Treatment Plant）；剧中前两季出现多次的当地水库大坝是北温哥华的克利夫兰大坝（Cleveland Dam）；第七季克拉克大战比扎罗、卡拉·佐-艾尔登场所在的“里夫斯大坝” （Reeves Dam）是枫树岭以东的拉斯金大坝发电站（Ruskin Dam Powerhouse）。孤独堡垒周边的冰原则取景于温哥华以北100（62英里）的著名滑雪胜地惠斯勒西面的彩虹山（Rainbow Mountain）的冰川上。

## 连播历史
| 季數 | 集数 | 集数 | 首播日期       | 首播日期      | 首播日期 |
| 季數 | 集数 | 集数 | 首映           | 季终          | 电视网   |
| ---- | ---- | ---- | -------------- | ------------- | -------- |
| 1    | 21   | 21   | 2001年10月16日 | 2002年5月21日 | WB电视网 |
| 2    | 23   | 23   | 2002年9月24日  | 2003年5月20日 | WB电视网 |
| 3    | 22   | 22   | 2003年10月1日  | 2004年5月19日 | WB电视网 |
| 4    | 22   | 22   | 2004年9月22日  | 2005年5月18日 | WB电视网 |
| 5    | 22   | 22   | 2005年9月29日  | 2006年5月11日 | WB电视网 |
| 6    | 22   | 22   | 2006年9月28日  | 2007年5月17日 | CW电视网 |
| 7    | 20   | 20   | 2007年9月27日  | 2008年5月15日 | CW电视网 |
| 8    | 22   | 22   | 2008年9月18日  | 2009年5月14日 | CW电视网 |
| 9    | 21   | 21   | 2009年9月25日  | 2010年5月14日 | CW电视网 |
| 10   | 22   | 22   | 2010年9月24日  | 2011年5月13日 | CW电视网 |

### 第一季（2001-2002）
(2001~2002，共21集)台灣地區於2004年7月21日由華視首播，華視譯為《超人首部曲》。在華視首播之前，超視曾經於2002年5月14日開播，播至10月3日結束。
12年前的堪薩斯州斯莫維爾鎮(Smallville)，一架直昇機飛過斯莫維爾鎮的玉米田，來自大都會(Metropolis)路瑟集團(Luthor Corp)即將在斯莫維爾鎮設廠，路德集團由萊諾路德(Lionel Luthor)所有，以及其接班人—当时9岁的雷克斯·路瑟(Lex Luthor)。
鎮上正熱鬧歡騰，鎮民們準備迎接凱旋歸來的斯莫維爾高中(Smallville High)美式足球（橄欖球）隊，拉娜·藍(Lana Lang)在阿姨開的花店等父母參加遊行回來。肯特夫婦(Jonathan & Martha Em Kent)從有段距離的農場到鎮上買花，看到可愛的拉娜讓瑪莎未宿的心願又起—拥有一個自己的孩子，并許下願望。
當肯特夫婦離開沒多久，來自外太空的隕石群開始襲擊斯莫維爾鎮，拉娜的父母在她面前喪生，雷克斯受到殞石雨塵埃的影響受傷昏迷並導致永久性脱髮，肯特夫婦在路上也因為隕石導致翻車；在一陣煙銷後，出現在肯特夫婦眼前的竟是個小男孩......這小男孩搬起了重達好幾噸的卡車，救了肯特夫婦！肯特夫婦收養了小男孩，並起名為克拉克(Clark)。
12年後的斯莫維爾鎮，正值克拉克的高中期，他有兩位死黨，克羅伊(Chloe)和彼得(Pete)，克羅伊是個為了滿足自己的好奇心，不顧克拉克幾度的不高興，仍然一直不斷的追查他人隱私的人，而這也是為何他一直得不到克拉克愛情的緣故。
克拉克在一次意外中，救了路德集團的獨生子雷克斯。隨著殞石雨來到地球的。之後，克羅伊帶克拉克看她所蒐集的「怪事牆」，讓克拉克非常的自責，認為他的到來是帶給斯莫維爾鎮不幸，但肯特夫婦開導他後，克拉克認為他有將鎮上的怪事負責的使命，就這樣開始了少年克拉克的超人路程......

### 第二季（2002-2003）
(2002~2003，共23集) 台灣華視首播時間：2004/8/26~10/7
本季中，克拉克無意間發掘到自己的故鄉—克里普頓星在地球上遺留的超古代文明遺跡「卡瓦契洞穴」，因此推測出克里普頓家族曾經來過地球，為了更加深入了解自己的身世及超能力，克拉克開始為卡瓦契洞穴做更深入的研究與調查，但沒想到路德父子也為此著迷，不但想了解洞穴的秘密、想企圖佔有遺跡裡的一切；同時也開始對克拉克研究洞穴的行為感到懷疑，甚至引誘克洛伊調查克拉克的秘密。
同時，彼得·羅斯也發現了克拉克的超能力，但他選擇接受，擔任克拉克的保護者。
在克拉克研究洞穴期間，與一名學術專家「史旺博士」(前任超人-克里斯多夫李維 客串)聯絡，向他尋求協助，意外得知自己的真實身分「卡·艾爾（Kal-El）」與自己的生父「喬·艾爾（Jor-El）」的一切，從生父留下來的訊息中，發現竟然要他征服人類！
這訊息讓克拉克百思不解，他來到地球的真正使命是拯救人類，還是毀滅？

### 第三季（2003-2004）
(2003~2004，共22集)台灣華視首播時間：2004/10/11~11/16
在第二季結尾，克拉克因為想擺脫生父喬·艾爾的控制，逃避自己的命運而離開小鎮，來到大都會用紅色氪石放逐自己！
在這季中，喬納森·肯特為了幫助克拉克找回自己，把他帶回小鎮，與喬·艾爾訂下契約，那就是與克拉克團聚后，將克拉克送回給喬·艾爾進行訓練。克拉克無意中從拉娜親戚朋友的年輕故事，以及喬·艾爾在卡瓦契洞穴留下的物品，意外發現到生父曾經來過小鎮進行成年儀式的試鍊。當時甚至和爺爺海南·肯特認識，因此認為自己來到小鎮、被肯特家收養，不是巧合，是刻意安排的！
路瑟父子之間的關係開始分裂，但兩人還是持續探索著克拉克的秘密；萊諾對卡瓦契洞穴感到興趣，雷克斯也私底下在調查克拉克的秘密，卻被克拉克發現，再加上雷克斯也對拉娜產生了淡淡的感覺，使得兩人的友誼產生了變化！萊諾年輕時犯下的惡行被克洛伊揭開，幕後的委託人竟然是自己的兒子雷克斯，因此打算進行復仇。喬·艾爾發現喬納森幫助克拉克逃避自己的命運，不肯接受自己的使命，于是派出假的卡拉·佐·艾爾，帶克拉克回來進行試鍊，重新尋找自己來到地球上的使命。

### 第四季（2004-2005）
(2004~2005，22集)，台灣華視首播：2006/5/9~6/14
第三季結局被喬艾爾帶去重生的克拉克，重返地球執行他的使命。
在本季中，為了把握最後的高中生活，克拉克參加了美式足球隊擔任了四分衛，而變成了學校名人，拉娜從巴黎求學回來時，已經有了新戀情，但新男友傑森有著不單純的出身背景。雷克斯瘋狂沉迷於古代文明的發掘，到了著魔的地步；克洛伊發現了克拉克的秘密。
克拉克從喬艾爾口中得三元素石的傳說，了解到他的使命就是尋找那三元素石，以免落入壞人手中，阻止那些神祕礦石毀滅地球。

### 第五季（2005-2006）
(2005~2006，22集)，台灣華視首播：2006/6/15~7/24，於第四季播畢後接著播出
克拉克被傳送到了喬艾爾他在北極所打造的堡壘中，喬艾爾告訴克拉克，他必須在這裡進行學習與訓練，才能擁有足夠的力量拯救地球，但是克拉克心繫小鎮的安危，只得違背生父的命令趕回小鎮。流星雨過後，兩名倖存的克普頓星人乘著太空船，來到了一團混亂的小鎮，要尋找克拉克加入他們一起征服地球。雖然克拉克智取了這兩位怪客，將他們封入了異次元空間，但是違背喬艾爾命令的後果，卻讓他失去了一身的異能，成為和人類一樣脆弱的血肉之軀。
拋棄了過去，克拉克必須開始適應他平凡的新生活，但是這並不表示其他人能忘記他們和克拉克結下的樑子。一向對克拉克心存芥蒂的萊克斯，趁機幫助曾被克拉克打倒的異能罪犯逃獄，這些罪犯當然自動找上克拉克和他的家人進行復仇。失去了力量，克拉克必須冒著生命危險，運用勇氣和智慧才能對抗這些異能者，並拯救所愛的人。幸好克拉克在一次的生死邊緣，取回了超能力，繼續拯救人類的偉大使命!但同時卻出現了神秘人物-米爾頓范恩，他的目的竟然是要釋放克普頓星的叛變人士蕯德，強納森肯特自願參與參議員選舉。但同時，克拉克身邊有某位親人卻即將永遠離開他!!在幾多波折後，克拉克和拉娜能夠真誠坦白地彼此相愛嗎？克洛終於知道克拉克的秘密，她又會在克拉克的命運中扮演怎樣的關鍵角色呢？

### 第六季（2006-2007）
(2006~2007，全22集，台灣華視於2007/8/27~10/2 週一至週四23:00播放，後來從9月24日更改為22:30播出。)
第六季故事為第五季結束時，薩德侵占雷克斯的身體，並灌輸他跟克拉克一樣的超能力，還釋放一種病毒到地球。雷克斯告訴蘭娜他的新力量，二人的關係因而更緊密。克拉克明白制止薩德的唯一方法就是用佐勞爾留下的水晶匕首殺了雷克斯。然而他卻下不了手。在猶豫不決之際，克拉克把匕首執向那ㄧ個人造人，因而釋放了薩德，薩德想邀請克拉克加入他一起統治地球,克拉克拒絕,薩得就把克拉克送到幽靈特區，由薩德留在現實空間裡統治全世界。
克拉克必須想盡辦法離開幽靈區，不幸的是失去所有超能力的他，在獄中遇到一群因克拉克父親而入獄的囚犯。在千鈞一髮之時，克拉克父親的前助理雷雅協助克拉克越獄。而那群逃犯也隨著克拉克一起來到地球。
因克拉克背叛而轉投雷克斯懷抱的蘭娜，對雷克斯漸漸產生好感，更加深克拉克和雷克斯之間的嫌隙。雷克斯深愛蘭娜，心中的惡魔卻隨時間成長，為了擁有蘭娜，雷克斯不得不隱瞞一些事實。
克拉克和雷克斯因為種種事故，再加上克拉克試圖阻止雷克斯的危險行徑，雷克斯卻毫不領情，造成兩人不僅做不成朋友，還變成敵人。
而在地球的另一端產生一位新的億萬富翁奧利佛。他沒有超能力，不過卻是位參加過奧運射擊比賽的天生神射手。他憑藉天賦劫富濟貧，行俠仗義。奧利佛來自星城，他的目的是化解釋放到地球的病毒。一天奧利佛與露意絲巧遇，奧利佛對她產生仰慕之情，同時發現克拉克有超能力，於是他希望克拉克能夠加入他籌組的一個新組織──正義聯盟。

### 第七季（2007-2008）
(2007~2008，全20集)
在新登場的第七季中，導演延續了其經久不衰的超人題材，而幾名主要角色的生活和戰鬥劇情，也將該劇打造成了一部動作大片。
本季中，Clark Kent 和Lex Luthor之間的關係急轉直下，成為勢不兩立的敵人，而這一情節在超人漫迷中廣為人知，也備受推崇。本季中Clark將揭示更多關於其故鄉星球的祕密，他的身生父母究竟是誰，他的未來旅途將會如何，以及他為什麼被送到了地球。
在上一季的末尾，Lana向Lex質問他的謊言，並坦呈她仍深愛著Clark，為此她決意離開Lex。Lana之後轉向Clark尋求安慰，卻被Lionel脅迫嫁給Lex，Clark一路追蹤Lionel並徹底粉碎了他的陰謀。正在此時，Martian Manhunter現身，他向Clark解釋道Lionel並非敵人，而是同伴。他們的目的是阻止Lex找到Phantom Zone監獄的最後一名逃亡者，Lex妄圖獲取泰坦的DNA以製造他的超人軍隊。
與此同時，為了摧毀Lex，Lois決定實施自己的行動方案。當她在Lex的基地Reeves水壩周遭探查情報時，不幸遇上基地警衛並受到攻擊，奄奄一息之際她向Chloe發出求救，姍姍來遲的Chloe找到了彌留的Lois，心灰意冷的Chloe抱住了Lois，並釋放了自己的潛在能量。Lois被治癒了，而Chloe卻因轉嫁了Lois的致命傷而死亡。Lana在離鎮時所駕的車輛發生爆炸，警方在Lex的基地以謀殺的罪名逮捕了Lex。
為了向Clark發起攻擊，這季出現了Clark最強大的敵人—Bizarro。兩名超人的終極決斗將Reeves水壩付之一炬，大水襲來，每 個人都危在旦夕。在這一季中Clark將面臨有史以來最艱難的挑戰。Bizarro是專為摧毀Clark而製造的，因此勢必要斗個你死我活。
Clark的養母Martha離開了華盛頓；而最大的考驗則來自Clark19歲的堂姐，女超人Kara。水壩被破壞時，Kara的飛船受到衝擊飛離了地球。少女Kara為照看被送到地球的堂弟Kal-El而離開了Krypton星。在飛船中Kara停止了生長，因此到達地球後，反而被已長大成人的堂弟照料。 Kara對地球文化非常迷戀，Chloe在過去幾年中一直鼓勵Clark向Lana表明自己的真實身分，然而當自己面臨同樣處境時，她卻無法向Jimmy坦呈自己已被感染，唯恐Jimmy因此拋棄自己。
在Lois&Clark影集裡飾演超人的迪恩肯恩(Dean Cain)在第7季第4集客串演出。
註：本季原定為最終季，原設定集數為共23集，但因為刪減集數並更改第20集的劇本，因此讓本季為最終季的計劃延後。

### 第八季（2008-2009）
(2008~2009，全22集)
星球日報來了一位新記者—克拉克肯特，他將會與露易絲蓮恩共同工作。大都會也出現了一位新英雄，但沒人知道他是誰。在一次報導行動中，吉米歐森拍到一張高速活動下的模糊照片，從此大家就稱這位英雄是「紅藍俠影」。
有著紅色外套和藍色襯衫的克拉克肯特成為超人的宿命又更邁進一步。另一個克普頓星球的宿命也開始成形。戴維斯布隆暸解自己是「毀滅之日」，在地球的唯一任務就是：「殺死克拉克肯特」。
Chloe因被Brainiac感染，雖然她的IQ高了很多，但她失去了對所有人的記憶(除了Davis)，克拉克帶她到要塞求Jor-el給她恢復記憶, 但不要恢復關於Clark能力的記憶, Jor-el幫助了她。自此她失去了對克拉克能力的記憶，但僅僅兩集后，因為軍團協助把Brainiac的感染從Chloe體內完全脫離，因此又恢復了對克拉克能力的記憶。

### 第九季（2009-2010）
(2009~2010)共21集
在上一季，克拉克因為對Jimmy的死感到自責，所以拋下他的親友，完成喬艾爾的訓練。
在這一季中，我們會看到初代的超人裝，但還不是紅藍色的。而被Tess從氪星球體釋放的Zod也將在這季出現，由於是在氪星沒有被毀滅前復制出的DNS克隆出來的，所以在他的腦海裡氪星還沒有被毀滅，他還不是將軍而是少校，而且這位Zod少校脾氣也更加火爆，我們還會看到克隆出來的年輕版的喬艾爾，他也一樣是跟Zod從球體中被釋放出來。而克羅伊也因為Jimmy的死反而更投入Watchtower這項職責。這一次奧利佛將會在他心靈的黑暗中苦苦掙扎，並且學習當一個綠箭俠真正的意義。露易絲和克拉克的關係也會越走越近。
在這一季中，也會看到許多DC的人物出現包括Metallo、Toyman、Roulette，還有Justice League的前身—Justice Society of America，裡頭也包括Dr.Fate、Stargirl和Hawkman，連在上一季當中失去力量的Martian manhunter也會在這季裡被Dr.Fate恢復能力。

### 第十季（2010-2011）
此季為最後一季。
克拉克将要结婚了，也有不少冒失鬼出现（金色先锋），黑暗君王即将来到地球，ZOD被封印在了幻影地带，克拉克一直坚持着自己的正直与无私感染着身边的每个人。大結局為雷克斯回歸，告訴克拉克，他倆將永遠是敵人，并會名垂青史，然后雷克斯殺TESS，TESS死前清除雷克斯所有的記憶。克拉克终于飞了起来，并秒殺黑暗君王，推走天啟星，穿上紅藍裝（超人制服），正式成為超人。
7年后，雷克斯當選總統，克拉克和露易絲正式完婚，克拉克终于担任起了超人的使命，拯救世界。

## 华语区播放情况
《超人前传》在华语区各地译名不同，比如台湾华视译作《超人首部曲》，中国大陆的河南卫视和山东卫视在播出时第一季译作《小超人》、第二季译作《超人》、第三季译作《超人前传》
| 国家/地区 | 电视台     | 播出时间                    | 注释 |
| --------- | ---------- | --------------------------- | --- |
| 臺灣      | 超视       | 2002年5月14日–2002年10月3日 | 仅播出第一季。 |
| 臺灣      | 华视       | 2004年7月21日–2007年10月2日 | 根据网友添加数据為第一季到第六季。 |
| 中国大陆  | 河南电视台 | 2005年–2006年               | 由河南电视台引进，辽宁人民艺术剧院译制部译制，剧名译作《小超人》；但是只在中国大陆部分地方台播出，效果一般。 - 《小超人》河南电视台引进，20集美国电视剧，广外进审字（2005）第165号，发证日期2005-7-4。 |
| 中国大陆  | 河南电视台 | 2008年奥运前夕              | 2008年北京电视艺术中心进口前三季，由上海電視台譯製部译制，包括已被译制的第一季；并在河南卫视、山东卫视播放，反响不错。 - 《超人》北京电视艺术中心引进，20集美国电视剧，广外进审字（2008）第045号，发证日期2008-3-12。 - 《超人前传》北京电视艺术中心引进，20集美国电视剧，广外进审字（2008）第046号，发证日期2008-3-12。 |
| 中国大陆  | 山东卫视   | 2008年奥运前夕              | 2008年北京电视艺术中心进口前三季，由上海電視台譯製部译制，包括已被译制的第一季；并在河南卫视、山东卫视播放，反响不错。 - 《超人》北京电视艺术中心引进，20集美国电视剧，广外进审字（2008）第045号，发证日期2008-3-12。 - 《超人前传》北京电视艺术中心引进，20集美国电视剧，广外进审字（2008）第046号，发证日期2008-3-12。 |

## 相关作品

### 文学作品
从《超人前传》第二季开始共有两个小说系列被出版：一个是Hachette Book Group麾下的Aspect Publishing在2002年10月至2004年3月间发行的八本青年小说；另一个是Little, Brown Young Readers在2002年10月至2004年4月间发行的十本青年小说。

### 衍生漫画

#### 播放季扩展
《超人前传》的第一款衍生漫画叫《Elemental》，在第一季播放期间在《电视指南》杂志上发布。在第二季开播前，DC漫画在2002年10月25日一次性的出版了一部以剧集为背景的漫画，叫做《超人前传：漫画版》（Smallville: The Comic），含有两个故事。之后在2003年3月19日至2004年11月10日间，DC漫画开始每两月发表前后共11部漫画。

#### 第十一季
在剧集最终季完结后，DC漫画于2012年4月13日开始连载又剧集总编辑Bryan Q. Miller编写的续集漫画《超人前传第十一季》（Smallville Season Eleven），并在2012年5月2日出版了纸印版的第一刊。然而在第19刊完结后，DC漫画取消了续写计划，剩下的续集则以漫画迷你剧的形式继续。在2015年3月11日，DC漫画彻底终结了《第十一季》系列。

### 网络剧
艾莉森·麦克饰演的角色克洛伊·苏利文因为很受观众欢迎，有两篇最初以网络广播形式发布的与剧集相关的宣传迷你剧。
- 第一篇《超人前传：克洛伊记事》（Smallville: Chloe Chronicles）分两部分共11集，第一部分有4集，延续了第一季第8集的故事情节，于2003年4月29日至5月20日间以网络剧的形式由美国在线发布，后包括在第二季的DVD中[26]；第二部分有7集，在延续第一部分的基础上还包含了衍生漫画的剧情[27]，2004年4月14日至5月26日间以网络剧的形式由美国在线发布，后包括在第三季的DVD中。
- 第二篇《复仇记事》（Vengeance Chronicles）是部短篇电影，延续了第五季第13集的故事，时间点大概在第15集和第16集之间，于2006年2月17日和3月17日间在WB电视网的官方网站上发布，后包括在第五季的DVD中[28]。

### 绿箭宇宙电视剧
因为《超人前传》连续播出十年共十季217集，是任何超级英雄题材（无论DC还是漫威）的电视剧中前所未有的成功作品，所以CW电视网在《超人前传》第六季期间就开始讨论制作一部以绿箭侠为主角的衍生剧，计划想让贾斯汀·哈特雷出演独立的外传电视剧，但哈特雷认为自己当时只在《超人前传》中出场过两次，不想就此喧宾夺主，因此直接拒绝。尽管如此，CW没有放弃这个策划，讲述奥利弗·奎因领导正义联盟故事的电视剧计划仍然被批准继续。
在2012年1月《超人前传》剧终后，CW电视网正式将《绿箭侠》电视剧的准备工作纳入议程，在一周后由《超人前传》试播集的导演戴维·纳特出马指导新剧的试播集。因为当时制片团队希望能够避免让观众产生“《超人前传》外传”的偏见，因此决定选用新演员重新设定背景，让新剧成为独立宇宙的故事，在月底选中了加拿大演员史蒂芬·艾梅尔作为主演。《绿箭侠》的第一季在2012年10月10日至2013年5月15日期间播出后得到普遍好评，成为CW电视网之前五年收视率最佳的剧集，使得CW不但续签了第二季，还开始计划下一部以DC漫画英雄为主的电视剧。在2013年7月30日, CW电视网和DC漫画宣布开始制作《闪电侠》，新剧在2014年10月7日首播后再次刷新了CW的收视纪录，直接导致了当时已经由CBS开始策划的《女超人》在2015年5月6日被正式确认制作。至此绿箭宇宙系列电视剧开始遍地开花，归根结底可以说都是《超人前传》的连带效应。
绿箭宇宙电视剧中也可以找到多处对《超人前传》的致敬：
- 《绿箭侠》电视剧中由艾米莉·贝特·里卡兹饰演的费莉希蒂·斯莫克（Felicity Smoak）在原版DC漫画中其实是《火风暴》系列中的角色，是“火风暴”罗尼·雷蒙德的诉讼对头和后来的继母，和绿箭侠没有半点交集。电视剧中的改编版费莉希蒂在人物设定上其实和《超人前传》中的突出角色克洛伊·苏利文十分相似，都是黑客型的金发女郎，都负责情报指挥，绰号“守望点”（Overwatch）和“瞭望塔”（Watchtower）也代表相近的意思，在剧集最后也都嫁给了奥利弗·奎因并为他生儿育女。
- 在2017年11月13日播出的《女超人》电视剧第三季第6集《Midvale》中，高中时期的卡拉·丹弗斯对姐姐亚莉克斯提起自己的堂弟克拉克有一个很要好的朋友叫克洛伊可以帮忙解码电脑文件，并且说克洛伊特别喜欢搞怪异技术，甚至有一个“怪异之墙”（Wall of Weird）。这个“克洛伊”很明显是指《超人前传》中的克洛伊·苏利文，也说明《超人前传》中的角色确实平行存在于《女超人》的世界里。
- 在2018年以《闪电侠》电视剧为背景的绿箭宇宙交叉集《Elseworlds, Part 1》中，奥利弗·奎因和巴里·艾伦因为互换了超能力，不得不跨越多元宇宙来到38号地球（Earth-38）找卡拉·丹弗斯求助，并在堪萨斯州斯莫威尔小镇的肯特农场遇见了卡拉的表弟克拉克和露易丝夫妇二人。在他们到达时的背景音乐是雷米零度（Remy Zero）乐队的“Save Me”（《超人前传》的主题曲），而剧中的肯特农场也是《超人前传》当年拍摄所用的同一地点——加拿大不列颠哥伦比亚省兰里区东南距离美加边境仅1.5公里的一处农场。
- 在2019年以《蝙蝠女侠》电视剧为背景的绿箭宇宙交叉集《无限地球危机》中，汤姆·威灵和埃莉卡·杜兰斯两人一同友情客串了他们在《超人前传》中的角色克拉克·肯特和露易丝·莱恩[38]。交叉集的设定在多元宇宙中的167号地球（Earth-167），克拉克在结婚生女后放弃了自己的超能力，不再充当超人而是退休回到故乡小镇过上了平静的农夫生活，结果让穿越时空前来意图谋杀他的莱克斯·卢瑟（乔恩·克莱尔饰）大失所望后放弃而归。

（迈克尔·罗森巴姆和艾莉森·麦克二人也曾考虑同威灵和杜兰斯一起客串他们在《超人前传》中的角色莱克斯和克洛伊，但后来罗森巴姆因为薪金矛盾拒绝出演；而麦克则因为NXIVM一案事发身陷官司被FBI禁足在家而作罢。）
- 许多在《超人前传》中出演的演员后来都出现在绿箭宇宙的电视剧系列中，比如：
  - 在《女超人》中
    - 埃莉卡·杜兰斯（露易丝·莱恩的扮演者）饰演卡拉·丹弗斯的生母阿露拉·佐-艾尔
    - 劳拉·范德沃特（卡拉·佐-艾尔的扮演者）饰演又名“靛蓝”的魔神脑八世
    - 萨姆·威特沃（戴维斯·布鲁姆的扮演者）饰演了“自由特工”本杰明·洛克伍德
    - 琳达·卡特（莫伊拉·苏利文的扮演者）饰演美国女总统奥莉维亚·玛斯汀
    - 海伦·斯雷特（莱拉-艾尔的扮演者）饰演女超人的养母伊莱扎·丹弗斯。斯雷特同时还是1984年电影《女超人》中初代的女超人扮演者
    - 迪恩·凯恩（杀人狂医生柯蒂斯·诺克斯的扮演者）饰演女超人的养父杰里迈亚·丹弗斯
    - 泰瑞·海切尔（艾拉·莱恩的扮演者）饰演达星王后瑞亚

  - 在《闪电侠》中
    - 杰西卡·帕克·肯尼迪（“炸弹女”的扮演者）饰演了巴里·艾伦的女儿诺拉·威斯特-艾伦
    - 莎拉·卡特（艾丽西娅·贝克的扮演者）饰演了第二代“老蝉头”格蕾丝·吉本斯
    - 迈克尔·艾恩塞德（萨姆·莱恩将军的扮演者）饰演冷冻队长和金色滑翔者的父亲
    - 佩顿·利斯特（露西·莱恩的扮演者）饰演金色滑翔者

  - 在《哥谭镇》中
    - 佩顿·利斯特（露西·莱恩的扮演者）饰演毒藤女

  - 在《泰坦》中
    - 阿伦·瑞奇森（水行侠的扮演者）饰演“战鹰”汉克·霍尔